# Województwo podlaskie (1793)

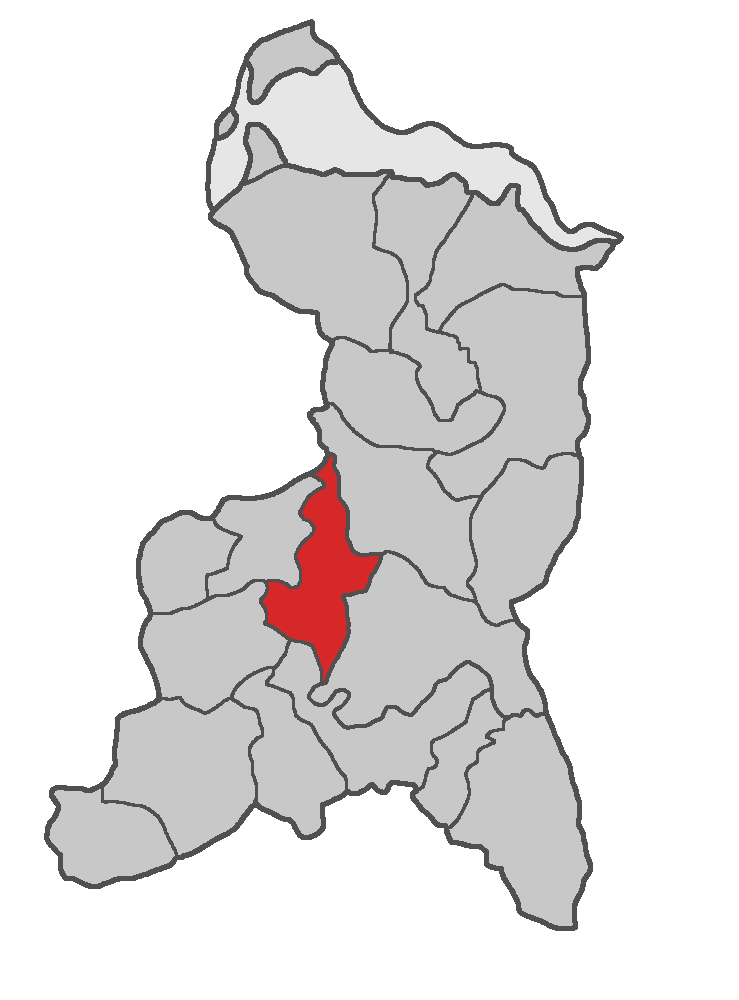
Województwo podlaskie na tle województw utworzonych na sejmie grodzieńskim

Województwo podlaskie zostało utworzone na sejmie grodzieńskim 23 listopada 1793 r. z
ziemi drohickiej, mielnickiej i bielskiej. Nie zostało w pełni zorganizowane w związku z rozpoczęciem insurekcji kościuszkowskiej.
Województwo miało mieć w Sejmie dwóch senatorów (wojewodę i kasztelana) i sześciu posłów wybieranych na cztery lata (po dwóch z każdej ziemi). Miało wybierać po: 6 sędziów ziemskich, 6 komorników ziemskich, 1 pisarza sądowego ziemskiego, 9 komisarzy porządkowych z każdej ziemi; regentów aktowych: z ziemi drohickiej 2, mielnickiej 1 i bielskiej 3. Sejmiki miały odbywać się: dla ziemi drohickiej w kościele franciszkanów w Drohiczynie, dla ziemi mielnickiej w kościele parafialnym w Mielniku, dla ziemi bielskiej w kościele parafialnym w Brańsku.
Województwo dzieliło się na trzy ziemie:
- drohicką
- mielnicką
- bielską